# Gerard Jakob de Geer
Pour les articles homonymes, voir Geer.
Gerard Jakob de Geer est un géologue suédois, né le 2 octobre 1858 à Stockholm et mort le 23 juillet 1943.
Il enseigne la géologie à l’université de Stockholm et est le fondateur de l’institut de géochronologie. C’est un spécialiste de la datation des glaces. Il devient membre étranger de la Royal Society le 26 juin 1930.